# 井手慎司
井手 慎司（いで しんじ、1958年 - ）は、愛媛県出身の日本の工学者。
滋賀県立大学学長・理事長。博士（Ph.D）。専門は水環境管理。

## 略歴
愛媛県生まれ。1976年 松山東高等学校卒業。1980年 金沢大学工学部建設工学科卒業。1982年  金沢大学大学院工学研究科修士課程修了。1987年  博士（Ph.D）（ライス大学 ）、明電舎勤務。1990年 国際湖沼環境委員会プログラム調整官。
1995年  滋賀県立大学環境科学部環境計画学科・環境社会計画専攻助教授。2007年  滋賀県立大学環境科学部環境科学部環境計画学科・環境社会計画専攻教授。2023年  滋賀県立大学学長・理事長。※経歴に関する参照

## 著書
- 琵琶湖ハンドブック三訂版 (共著）　滋賀県 2018年3月1日
- 琵琶湖と環境 未来につなぐ自然と人との共生 (共著, 範囲:７章 琵琶湖をめぐる人々の活動 「4 赤潮発生から三十年」)　サンライズ出版 2015年6月1日 (ISBN: 9784883255689)
- 琵琶湖ハンドブック改訂版 (共著)滋賀県 2012年3月1日
- 滋賀県立大学環境ブックレット6「昔ここは内湖やったんよ―記憶に残る小中の湖と人々の営み―」 (共著)　サンライズ出版 2012年2月29日 (ISBN: 9784883254712)
- 琵琶湖ハンドブック (共著)　琵琶湖ハンドブック編集委員会(編) 2007年4月1日
- 琵琶湖発 環境フィールドワークのすすめ (共著, 範囲:「第8章 内湖再生にむけて」)　昭和堂 2007年4月1日 (ISBN: 9784812207178)
- みんなの環境シリーズ6「水と暮らす 遠い水，近い水」(共著)　環境科学総合研究所編 2006年4月1日
- わたしたちの湖沼会議 (共著, 範囲:編集委員長として監修にあたるとともに、「どんな湖沼会議だったのか」「学生セッション」44～51頁、「あとがき」を担当)　サンライズ出版 2002年7月1日 (ISBN: 4883250997)
- 水文・水資源ハンドブック(共著, 範囲:第6章水環境質システム「6.5 水環境質変換技術とそのシステム」)　朝倉書店 1997年11月1日 (ISBN: 9784254261363)

### 保有特許
- 特許第3111473号 活性汚泥処理制御方法 松永 旭, 福岡 正芳, 井手 慎司
- 特許第2867434号 生物学的水処理プロセスの定常解析装置 井手 慎司, 市川 雅英, 関根 孝夫
- 特許第3097853号 生物学的水処理プロセス用解析装置 井手 慎司, 市川 雅英, 関根 孝夫, 藤生 昌男, 清水 公一
- 特許第2661162号 水質の推定方法 井手 慎司, 市川 雅英, 清水 公一